# In supremi apostolatus
In supremi apostolatus es un breve del Papa Pío VIII publicado el 18 de junio de 1829; es el quinto breve del pontífice, y está dirigido a todos los fieles cristianos con el fin de llevar a efecto la tradición católica del Jubileo a partir del 28 de dicho mes y hasta el 12 de julio del mismo año.
El papa convoca este jubileo a los pocos meses de su elevación al solio pontificio el 5 de abril de 1829, según indica en el inicio del breve:

siguiendo el ejemplo de los Romanos Pontífices Nuestros Predecesores, que comenzaron su Pontificado aprovechando este viático de alguna manera para tan peligroso camino, hemos decidido abrir, con generosidad apostólica, los tesoros de la Iglesia, cuya distribución nos está encomendada, y anunciar al mundo católico una indulgencia plenaria en forma de Jubileo .

El pontífice indica que concederá indulgencia plenaria y remisión de todos los pecados a los fieles de ambos sexos que se encuentren en Roma en las fechas antes indicadas, siempre que durante esas dos semanas realicen las siguientes actividades:
- Visiten dos veces la Archibasílica de San Juan de Letrán, la Basílica de San Pedro, y la Basílica de Santa María la Mayor, o al menos uno de dichos templos con el fin de orar con devoción por un tiempo.
- Ayunen los miércoles, viernes y sábado en al menos una de esas dos semanas
- Se confiesan y reciban el Santísimo Sacramento de la Eucaristía.
- Entregar alguna limosna a los pobres.

Cabe indicar que de acuerdo a algunos investigadores, este breve -así como la mayoría de los documentos papales de Pío VIII- tuvo algunos reparos por parte de Fernando VII, asociado principalmente a aspectos procedimentales toda vez que el nuncio en España, monseñor F. Tiberi, al recibir la documentación relativa al Jubileo, lo distribuye a los prelados sin antes presentarla al pase del Rey en la forma ordinaria.